# Chrysocrambus
Chrysocrambus is een geslacht van vlinders van de familie grasmotten (Crambidae).

## Soorten
- C. brutiellus Bassi, 1985
- C. craterella (Scopoli, 1763)
- C. chrysonuchelloides Rothschild, 1925
- C. dentuellus (Pierce & Metcalfe, 1938)
- C. kobelti Saalmüller, 1885
- C. lambessellus Caradja, 1910
- C. linetella (Fabricius, 1781)
- C. major Müller-Rutz, 1931
- C. mauretanicus Müller-Rutz, 1931
- C. sardiniellus (Turati, 1911)
- C. similimellus Müller-Rutz, 1931
- C. syriellus Zerny, 1934
- C. umbrosellus Müller-Rutz, 1931